# Гопфенгаузен, Иван Дмитриевич
Гопфенгаузен (Гопфенгауз) Иван Дмитриевич (Johann Heinrich Hopfenhausen (Hopfenhaus)/ Иоганн-Генрих Гопфенгаузен (Гопфенгауз); 27 мая 1832 года, Рига — 17 ноября 1910 года, Санкт-Петербург) — действительный статский советник, начальник счетного отделения при министре государственных имуществ, общественный деятель, преподаватель Горного института.

## Биография
31 июля 1832 года был крещён в Домском Соборе (Собор Святой Марии города Риги).
Лютеранско-евангелического вероисповедания.
Обучался в Рижской губернской (немецкой) гимназии, но курса наук не окончил, и в 1855 г. выдержал экзамен на звание домашнего учителя при Императорском Санкт-Петербургском университете, поступил воспитателем в дом А. А. Ольхина (полковника, впоследствии генерал-лейтенанта), совладельца большого фабричного имения близ Петербурга.
В свободное от занятий время имел случай под его руководством познакомиться с заводским хозяйством и производством, при чём в особенности занимался изучением счетоводсва. В 1857 году он поступил на службу в главную контору г.г. Ольхиных.
В 1863 году его пригласили на должность главного бухгалтера строившегося Обуховского сталелитейного завода; а в 1868 году он принял такую же должность в правлении Путиловских заводов. В 1877 году бывший министр Государственных Имуществ граф П. А. Валуев поручил ему ознакомиться с казёнными горными заводами, а по возвращении его с Урала, по всеподданнейшему докладу, передали ему исполнение обязанностей главного бухгалтера Горного Департамента.
9 января 1878 г. по Всеподданнейшему докладу министра Государственных Имуществ Высочайше допущен к исполнению обязанностей главного бухгалтера Горного Департамента по найму с производством содержания по 3600 рублей в год.
За отличия по службе 7 января 1880 г. произведён в коллежские асессоры с правами государственной службы с 24 декабря 1879 г. и 11 января 1880 г. причислен к Министерству Государственных Имуществ с откомандированием в Горный Департамент для исправления обязанностей главного бухгалтера.
23 февраля 1884 г. произведён в надворные советники.
В 1891 г. получил разрешение в свободное от службы время преподавать в Санкт-Петербургском технологическом институте заводскую бухгалтерию.
13 февраля 1892 г. назначен главным бухгалтером Горного Департамента.
5 октября 1892 г. произведён в коллежские советники.
27 марта 1893 г. награждён орденом Св. Станислава 2-й степени.
По реорганизации Горного Департамента на основании Высочайше утверждённого 21 марта 1894 г. Мнения Государственного Совета определён начальником Счетного отделения с производством содержания по 3000 рублей в год с добавочными по 600 рублей в год с 1 апреля 1894 г. Состоял в качестве члена Комиссии, образованной при Министерстве Государственных Имуществ и Государственном Контроле для пересмотра Положения о вспомогательных кассах горнозаводских товариществ казённых горных заводов с 14 февраля по 28 февраля 1895 г.
Распоряжением министра 12 июня 1895 г. командирован на два месяца в Австрию, Германию и Францию для ознакомления на месте с теми усовершенствованиями, которые введены в последнее время в способах и формах применения счётных и контрольных начал к горнозаводскому делу заграницей.
2 декабря 1895 г. назначен членом Совещания по вопросу переустройства казённых горных заводов.
26 февраля 1896 г. пожалован серебряной медалью в память в Бозе почившего Императора Александра III.
12 марта 1896 г. произведён в статские советники.
2 декабря 1896 г. назначен членом Комиссии для разработки проекта устава государственной кассы помощи горнорабочим.
23 декабря 1897 г. назначен членом Комиссии для обсуждения вопроса об изменении счетоводства и отчетности казённых горных заводов.
5 апреля 1898 г. за отлично усердную службу награждён орденом Св. Анны 2-й степени.
1 мая 1899 г. назначен чиновником особых поручений V класса при министре Государственных Имуществ с возложением на него временного исполнения должности начальника Счетного отделения.
11 июля 1899 г. отпущен в двухмесячный отпуск с поручением ознакомиться на месте со счетоводством и отчетностью на перешедших в казну Старорусских, Липецких и Кеммерских минеральных водах.
9 апреля 1900 г. произведён в действительные статские советники.
11 июля 1900 г. командирован на три недели в Париж на всемирную выставку для участия в Международном конгрессе по противопожарной части.
На 1908—1910 гг. состоял чиновником особых поручений V класса при министре Торговли и Промышленности по Горному департаменту, преподавателем С.-Петербургского Технологического института, Высших счётных курсов при Обществе распространения коммерческих знаний и классов книготоргового дела, членом Комиссии по техническому образованию Русского технического общества, учредителем, почётный членом и товарищем председателя Общества для распространения коммерческих знаний, председателем совета ссудно-сберегательной кассы при школе Императорского Русского технического общества, член Совета Императорского Российского пожарного общества, член Главного управления Общества «Голубого Креста».
Умер в Санкт-Петербурге на своей квартире (Малая Дворянская, 6) в возрасте 78 лет, похоронен на Волковском лютеранском кладбище, участок 24, место 108; захоронение 1910 года ноябрь 19-го.

## Семья
- Отец: Дитрих-Христиан Гопфенгауз. Dietrich Christian/Дитрих Христиан Hopfenhaus(en). Купец. Родился в Митаве около 1795/1796 г. Умер в Риге 30 декабря 1856 года в возрасте 62 лет, был отпет в церкви St. Petri / Св. Петра — 4 января 1857 г.
- Мать: Розалия Ливен (Rosalia Liwen). Умерла до 1857 года.
- Жена: Екатерина Александровна Шателен (Chatelain) Родилась около 1840-х годов. Римско-католического вероисповедания. Дочь Александра-Иосифа (Жозефа) Шателена (1796—1877) французского коммерсанта и Анны Карловны Кейзер, голландской дворянки. Умерла 16 марта 1915 г. в г. Воскресенске (ныне г. Истра)
- Дети:
- 1.Дочь — Мария Ивановна Гопфенгаузен, родилась 2 марта 1860 г. Муж: Александр Фёдорович Плюцинский[1] (8 марта 1844 года, — 17 февраля 1900 года) генерал-лейтенант, фортификатор, автор научных трудов.
- 2. Дочь — Анна Ивановна Гопфенгаузен, родилась 24.7.1861 г., Муж: Николай Адольфович Абжолтовский (Abżołtowski). По происхождению — польский дворянин герба Абданк (Абданк-Абжолтовский), (30.01.1862 г. — 26.12.1919 г.), генерал-майор, состоял в Вооружённых Силах Юга России (ВСЮР);
- 3. Дочь — Ольга Ивановна Гопфенгаузен[2][3][4][5][6], родилась 23 марта 1864 г. Окончила медицинский факультет университета в Лозанне, в Швейцарии. Врач. Автор многих медицинских публикаций и исследований на русском, немецком и французском языках.
- 4. Сын — Александр Иванович Гопфенгаузен, (с 16.3.1916 г. -Мургабов.) Родился в Санкт-Петербурге 4.8.1865 г. Лютеранско-евангелического вероисповедания. Полковник. Жена: Варвара Александровна фон Бурмейстер. Уроженка Бакинской губернии, православного вероисповедания. Дочь военного инженера, полковника Александра Александровича фон Бурмейстера[7].
- 5. Сын — Виктор Иванович Гопфенгаузен. Поручик 7-го Закаспийского Стрелкового батальона (23 февраля 1867 г. — 28 июня 1896 года). Жена: дочь подполковника 73-го пехотного Крымского полка — Ольга Ивановна Крапивная.
- 6. Дочь — Евгения Ивановна Гопфенгаузен[8][9]. Художница. Родилась 1 января 1869 г., в Петербурге, лютеранского вероисповедания. Выпускница ЦУТР барона Штиглица, С 1897 жила в Саратове. Скончалась и похоронена в Саратове в 1948 году. Муж: Боев Петр Николаевич (1867, ? — 1919, Саратов). Художник. Учился в ЦУТР
- 7.Сын — Николай Иванович Гопфенгаузен. Родился 2.августа.1870 г.-1918) Уроженец Санкт-Петербургской губернии, лютеранского вероисповедания. Надворный советник. Жена- Екатерина Дмитриевна Лебедевич-Драевская — дочь командира 6-го Закаспийского стрелкового батальона, полковника, впоследствии — генерала Дмитрия Андреевича Лебедевич-Драевского, потомственного дворянина Казанской губернии,
- 8. Дочь — Екатерина Ивановна Гопфенгаузен. Родилась 2 июля 1873 года, в Петербурге, Лютеранского вероисповедания. Муж: Иван Яковлевич Постоев. Военный врач-офтальмолог. Упоминаются оба в статьях об их сыне — астрономе с мировым именем А. И. Постоеве[10][11].
- 9. Дочь — Елизавета-Александра Гопфенгаузен (Елизавета Ивановна Гопфенгаузен). Родилась 29 июня 1875 года, в Петербурге. Муж: Иван Михайлович Болотов[12]. Генерал-майор. Воевал в Белой Армии.

## Публикации
- Русское техническое общество. Проект устава ссудно-сберегательной кассы при школах Императорского Русского технического общества. Санкт-Петербург, 1894 год.
- Обзор первого пятилетия действий временного положения о горно-заводских товариществах казённых горных заводов. Шифр хранения книги А 186 / 343. Санкт-Петербург, 1887 год.
- Очерк деятельности Парголовского общества для предохранения от пожаров и для тущения их, 1875—1891 г.г., Санкт-Петербург, 1892 год.
- Пожары в школах и борьба с ними. Место издания: Санкт-Петербург, 1909 год. Императорское Российское Пожарное Общество.
- Гопфенгаузен И. Д. Законодательное определение прав и обязанностей бухгалтера //Счетоводство. 1891. № 19.
- Гопфенгаузен И. Д. Общественное положение бухгалтеров в России // Счетоводство. 1895. № 3.
- Гопфенгаузен И. Д. Объяснительная записка к предварительному проекту положения об институте бухгалтеров // Счетоводство. 1896. № 19, 20.